# Stazione meteorologica di Monterotondo
La stazione meteorologica di Monterotondo è la stazione meteorologica di riferimento relativa alla località di Monterotondo.

## Coordinate geografiche
La stazione meteorologica è situata nell'Italia centrale, in provincia di Roma, nel comune di Monterotondo, a 165 metri s.l.m. e alle coordinate geografiche 42°03′N 12°37′E.

## Dati climatologici
Secondo i dati medi del trentennio 1961-1990, la temperatura media del mese più freddo, gennaio, è di +3,6 °C, mentre quella del mese più caldo, luglio, si attesta a +23,9 °C.
Le precipitazioni medie annue, prossime ai 1.000 mm e distribuite mediamente in 97 giorni, presentano un picco molto accentuato in autunno ed un minimo estivo .
| Monterotondo               | Mesi | Mesi | Mesi | Mesi | Mesi | Mesi | Mesi | Mesi | Mesi | Mesi | Mesi | Mesi | Stagioni | Stagioni | Stagioni | Stagioni | Anno |
| Monterotondo               | Gen  | Feb  | Mar  | Apr  | Mag  | Giu  | Lug  | Ago  | Set  | Ott  | Nov  | Dic  | Inv      | Pri      | Est      | Aut      | Anno |
| -------------------------- | ---- | ---- | ---- | ---- | ---- | ---- | ---- | ---- | ---- | ---- | ---- | ---- | -------- | -------- | -------- | -------- | ---- |
| T. max. media (°C)         | 9,0  | 11,7 | 14,8 | 19,2 | 23,8 | 27,4 | 31,5 | 31,5 | 26,9 | 21,2 | 15,2 | 11,2 | 10,6     | 19,3     | 30,1     | 21,1     | 20,3 |
| T. min. media (°C)         | −1,8 | −0,2 | 2,7  | 6,1  | 9,8  | 14,0 | 16,3 | 15,4 | 12,7 | 8,8  | 5,9  | 1,2  | −0,3     | 6,2      | 15,2     | 9,1      | 7,6  |
| Precipitazioni (mm)        | 80   | 68   | 81   | 69   | 54   | 54   | 21   | 22   | 115  | 112  | 143  | 154  | 302      | 204      | 97       | 370      | 973  |
| Giorni di pioggia          | 9    | 8    | 10   | 11   | 7    | 6    | 3    | 3    | 6    | 9    | 13   | 12   | 29       | 28       | 12       | 28       | 97   |
| Umidità relativa media (%) | 78   | 72   | 71   | 70   | 66   | 61   | 54   | 55   | 65   | 73   | 81   | 82   | 77,3     | 69       | 56,7     | 73       | 69   |